# Nombre de Morton
En dinàmica de fluids, el nombre de Morton {\displaystyle (Mo)} és un nombre adimensional utilitzat juntament amb el nombre d'Eötvös (o nombre de Bond) per caracteritzar la forma de les bombolles o gotes que es mouen en un fluid o en una fase contínua, {\displaystyle c}.
El seu nom es deu a Rose Morton, que el va descriure amb W. L. Haberman el 1953.

## Definició
El nombre de Morton es defineix com
{\displaystyle \mathrm {Mo} ={\frac {g\mu _{c}^{4}\,\Delta \rho }{\rho _{c}^{2}\sigma ^{3}}},}
- g = acceleració de la gravetat,
- {\displaystyle \mu _{c}} = viscositat del fluid que l'envolta,
- {\displaystyle \rho _{c}} = densitat del fluid que l'envolta,
- {\displaystyle \Delta \rho } = diferència de densitat de les fases,
- {\displaystyle \sigma } = coeficient de tensió superficial.

Per al cas d'una bombolla amb una densitat interior insignificant, es pot simplificar el nombre de Morton a 
{\displaystyle \mathrm {Mo} ={\frac {g\mu _{c}^{4}}{\rho _{c}\sigma ^{3}}}.}

## Relació amb altres paràmetres
El nombre de Morton també es pot expressar mitjançant la combinació del nombre de Weber {\displaystyle (We)}, el nombre de Froude {\displaystyle (Fr)}, i el nombre de Reynolds {\displaystyle (Re)},
{\displaystyle \mathrm {Mo} ={\frac {\mathrm {We} ^{3}}{\mathrm {Fr} \,\mathrm {Re} ^{4}}}.}
El nombre de Froude a l'expressió anterior es defineix com
{\displaystyle \mathrm {Fr} ={\frac {V^{2}}{gd}}}
on {\displaystyle V} és la velocitat {\displaystyle d} és el diàmetre equivalent de la gota o bombolla.